# Boïgues
Boïgues és una masia situada al municipi de Santa Pau, a la comarca catalana de la Garrotxa.